# Parafia Matki Bożej Szkaplerznej w Szczeglinie
Parafia pw. Matki Bożej Szkaplerznej w Szczeglinie - parafia należąca do dekanatu Polanów, diecezji koszalińsko-kołobrzeskiej, metropolii szczecińsko-kamieńskiej. Siedziba parafii mieści się w Szczeglinie pod numerem 34A.

## Historia
Została utworzona 20 sierpnia 1977, wtedy jako parafia pw. św. Antoniego w Garbnie. Od 26 maja 1978 nosi miano parafii pw. Matki Bożej Szkaplerznej w Szczeglinie.

## Miejsca święte

### Kościół parafialny
Kościół pw. Matki Bożej Szkaplerznej w Szczeglinie
Kościół parafialny został zbudowany w 1908 roku w stylu neogotyckim, poświęcony 12 lutego 1948.

### Kościoły filialne i kaplice
- Kościół pw. św. Antoniego Padewskiego w Garbnie[1]
- Kościół pw. Matki Bożej Królowej Polski w Kościernicy[1]
- Kościół pw. Miłosierdzia Bożego w Nacławiu[1]
- Kaplica pw. św. Jana Pawła II w Rekowie[1]